# Distrito de Maseru
Maseru es un distrito de Lesoto. Tiene una superficie de 4.279 km² y una población de aproximadamente 429.823 hab. (2006). Maseru es la capital del distrito y también del país.
- Datos: Q844921
- Multimedia: Maseru District / Q844921